# Prague (Nebraska)
Prague es una villa ubicada en el condado de Saunders en el estado estadounidense de Nebraska. Esta aldea chiquita está nombrada por la ciudad de Praga en Checoslovaquia y allí reside una población grande de checos.Es donde hicieron el kolache más grande del mundo. En el Censo de 2010 tenía una población de 303 habitantes y una densidad poblacional de 383,57 personas por km².

## Geografía
Prague se encuentra ubicada en las coordenadas 41°18′35″N 96°48′29″O / 41.30972, -96.80806. Según la Oficina del Censo de los Estados Unidos, Prague tiene una superficie total de 0.79 km², de la cual 0.79 km² corresponden a tierra firme y (0%) 0 km² es agua.

## Demografía
Según el censo de 2010, había 303 personas residiendo en Prague. La densidad de población era de 383,57 hab./km². De los 303 habitantes, Prague estaba compuesto por el 97.69% blancos, el 0% eran afroamericanos, el 1.65% eran amerindios, el 0% eran asiáticos, el 0% eran isleños del Pacífico, el 0% eran de otras razas y el 0.66% pertenecían a dos o más razas. Del total de la población el 0.66% eran hispanos o latinos de cualquier raza.